# Kwak Dong-yeon
Kwak Dong-yeon (hangul: 곽동연; hanja: Gwak Dong-yeon; rr: Kwak Dongyŏn; nascido em 19 de março de 1997) é uma ator e músico sul-coreano. Tornou-se conhecido por seu papel de apoio em My Husband Got a Family de 2012, pelo qual recebeu o Best Young Actor Award no Korea Drama Awards. Interpretou a versão jovem de Shin Jung-tae em Inspiring Generation (2014) e estrelou dramas, como Adolescence Medley (2013) e Modern Farmer (2014). Em 2016, apareceu no drama histórico Love in the Moonlight interpretando Kim Byung-yeon. Em 2016 fez o papel de Jason em Radio Romance; em 2020 fez o papel de  Kwon Ki-do em It's Okay to Not Be Okay, em 2021 fez Jang Han-seo em Vincenzo, e em 2024 estrelou como Hong Soo-cheol, irmão da protagonista em Queen of Tears. É membro da banda Kokoma, onde toca guitarra.

## Início da vida
Kwak nasceu em 19 de março de 1997, em Daejeon, Coreia do Sul. Morava em Daejeon com seu pai, mãe e uma irmã mais velha. Então, com 13 anos se mudou para Seul sozinho para perseguir seu sonho de ser um artista. Desde 2010, Kwak tem estudado música na FNC Academy, juntamente com o ator Song Se-hyun e membros de N.Flying e AOA. Estudou inicialmente violão e baixo, mais tarde começou a fazer atuação.

## Vida pessoal
Em 8 de fevereiro de 2013, se formou na Munrae Junior High School, Yeongdeungpo, Seul. Em março de 2013, se formou na Escola de Artes Cênicas de Seul.
Em 26 de fevereiro de 2014, pouco depois de Kwak ter terminado sua promoção do drama Inspiring Generation, sua mãe faleceu devido a uma doença.

## Filmografia

### Filmes
| Ano  | Título                | Papel |
| ---- | --------------------- | ----- |
| 2017 | Admiral Kim Chang-soo | ASA   |

### Televisão
| 2012      | My Husband Got a Family      | Bang Jang-goon             |      |                |                |
| 2013      | Jang Ok-jung, Living by Love | Prince Dong-pyeong (jovem) |      |                |                |
| 2013      | Adolescence Medley           | Choi Jeong-woo             |      |                |                |
| 2014      | Inspiring Generation         | Shin Jung-tae (jovem)      |      |                |                |
| 2014      | Middle School Student A      | Lee Hae-joon               |      |                |                |
| 2014      | Modern Farmer                | Han Ki-joon                |      |                |                |
| 2015      | Splendid Politics            | Yi Uirip                   |      |                |                |
| 2015      | Avici                        | Ji Sun-Woo                 |      |                |                |
| 2016      | Please Come Back, Mister     | Han Gi-tak (jovem)         |      |                |                |
| 2016      | Puck!                        |                            |      |                |                |
| 2016      | Pied Piper                   | Jung In                    |      |                |                |
| 2016      | Love in the Moonlight        | Kim Byung-yeon             |      |                |                |
| 2018      | Radio Romance                | Jason                      |      |                |                |
| 2018      | My ID is Gangnam Beauty      | Yeon Woo Young             |      |                |                |
| 2018-2019 | My Strange Hero              | Oh Se-ho                   |      |                |                |
| 2021      | Vincenzo                     | Jang Han-seo               | 2024 | Queen of Tears | Hong Soo-Cheol |

### Web
| Ano  | Título     | Papel     |
| ---- | ---------- | --------- |
| 2015 | Suck It Up | Park Geon |

### Aparições em vídeos musicais
| Ano  | Canção          | Artista         |
| ---- | --------------- | --------------- |
| 2013 | "Stargirl 2013" | Bulldog Mansion |
| 2017 | "Excuse Me"     | AOA             |

## Prêmios e indicações
| Ano  | Prêmio                                       | Categoria                       | Trabalho nomeado        | Resultado |
| ---- | -------------------------------------------- | ------------------------------- | ----------------------- | --------- |
| 2012 | 5thKorea Drama Awards                        | Best Young Actor                | My Husband Got a Family | Venceu    |
| 2012 | KBS Drama Awards                             | Best Young Actor                | My Husband Got a Family | Indicado  |
| 2014 | 16th Seoul International Youth Film Festival | Best Young Actor                | Inspiring Generation    | Indicado  |
| 2014 | KBS Drama Awards                             | Best Young Actor                | Inspiring Generation    | Venceu    |
| 2014 | KBS Drama Awards                             | Best Young Actor                | Middle School Student A | Venceu    |
| 2016 | KBS Drama Awards                             | Best New Actor                  | Love in the Moonlight   | Indicado  |
| 2016 | 12th Soompi Awards                           | Best Bromance (com Park Bo-gum) | Ele mesmo               | Indicado  |